# Wigland
Wigland – wieś w Anglii, w hrabstwie ceremonialnym Cheshire, w dystrykcie (unitary authority) Cheshire West and Chester. Leży 25 km na południe od miasta Chester i 243 km na północny zachód od Londynu. W 2001 miejscowość liczyła 104 mieszkańców.